# 삼성초등학교 (충남)
삼성초등학교는 대한민국 충청남도 태안군에 있는 공립 초등학교이다.

## 학교 연혁
- 1949년 2월 1일: 남면국민학교 원당분교장 설립인가

## 참고 자료
- 삼성초등학교 - 한국교육학술정보원 학교알리미